# Trevor Ruffin
Trevor Ruffin (Búfalo, Nueva York, 26 de septiembre de 1970) es un exjugador de baloncesto estadounidense que jugó dos temporadas en la NBA, además de hacerlo en diversas ligas menores de su país, y en varias ligas europeas. Con 1,85 metros de altura, jugaba en la posición de base.

## Trayectoria deportiva

### Universidad
Jugó durante tres temporadas con los Rainbow Warriors de la Universidad de Hawái, en las que promedió 18,3 puntos, 3,8 rebotes y 2,7 asistencias por partido. En su última temporada fue incluido en el mejor quinteto de la Western Athletic Conference. Posee en la actualidad el récord de más puntos anotados en un partido en la historia de su universidad, con los 42 anotados ante Louisville en diciembre de 1993.

### Profesional
Tras no ser elegido en el Draft de la NBA de 1995, firmó contrato con Los Angeles Lakers, quienes finalmente lo descartaron antes del comienzo de la competición. Una semana más tarde firmó por un año con los Phoenix Suns, con los que disputó una temporada como tercer base, tras Kevin Johnson y Elliot Perry, en la que promedió 4,8 puntos por partido. Participó en el Rookie Challenge del All-Star Weekend de la NBA 1995, en el que anotó 2 puntos.
Al comienzo de la temporada siguiente se realizó un Draft de Expansión por la llegada de nuevos equipos a la liga, y tras no ser protegido por los Suns, fue elegido por los Vancouver Grizzlies en la décima posición, pero no llegó a jugar en el equipo canadiense. Poco después fichó por el PAOK Salónica de la liga griega, con quienes disputó 5 partidos de la Recopa de Europa, en los que promedió 18,2 puntos y 3,6 asistencias. En el mes de diciembre fichó por los Philadelphia 76ers como agente libre, con los que disputó una temporada alternando la titularidad con Vernon Maxwell, en la que promedió 12,8 puntos y 4,4 asistencias por partido.
Tras un breve paso por los Florida Beach Dogs de la CBA, fichó por el CSP Limoges de la liga francesa, con los que disputó la Euroliga en la que promedió 14,3 puntos y 3,1 rebotes por partido. Jugó posteriormente en Grecia, Turquía, Suecia, Israel y Finlandia, retirándose en los Buffalo Rapids de la ABA.

## Estadísticas de su carrera en la NBA

### Temporada regular
| Temporada | Edad | Equipo             | Liga | Pos. | P   | TIT | MIN  | TC  | TCA  | %TC  | 3P  | 3PA | %3P  | 2P  | 2PA | %2P  | TL  | TLA | %TL  | R.OF. | R.DEF. | REB | ASIS | ROB | TAP | PER | FP  | PTS  |
| 1994-95   | 24   | Phoenix Suns       | NBA  | PG   | 49  | 1   | 6.5  | 1.7 | 4.0  | .426 | 0.8 | 2.0 | .384 | 0.9 | 2.0 | .469 | 0.6 | 0.8 | .711 | 0.2   | 0.3    | 0.5 | 1.0  | 0.3 | 0.0 | 1.0 | 1.1 | 4.8  |
| 1995-96   | 25   | Philadelphia 76ers | NBA  | PG   | 61  | 23  | 25.4 | 4.3 | 10.6 | .406 | 1.7 | 4.7 | .366 | 2.6 | 6.0 | .437 | 2.4 | 3.0 | .813 | 0.3   | 1.8    | 2.2 | 4.4  | 0.7 | 0.0 | 2.4 | 2.2 | 12.8 |
| Total     |      |                    | NBA  |      | 110 | 24  | 17.0 | 3.2 | 7.7  | .411 | 1.3 | 3.5 | .371 | 1.9 | 4.2 | .444 | 1.6 | 2.0 | .795 | 0.3   | 1.1    | 1.4 | 2.9  | 0.5 | 0.0 | 1.8 | 1.7 | 9.2  |

### Playoffs
| Temporada | Edad | Equipo       | Liga | Pos. | P | TIT | MIN | TC | TCA | %TC  | 3P | 3PA | %3P  | 2P | 2PA | %2P  | TL | TLA | %TL  | R.OF. | R.DEF. | REB | ASIS | ROB | TAP | PER | FP | PTS |
| 1994-95   | 24   | Phoenix Suns | NBA  | PG   | 5 | 0   | 11  | 4  | 8   | .500 | 1  | 4   | .250 | 3  | 4   | .750 | 1  | 5   | .200 | 0     | 3      | 3   | 2    | 1   | 0   | 0   | 0  | 10  |
| Total     |      |              | NBA  |      | 5 | 0   | 11  | 4  | 8   | .500 | 1  | 4   | .250 | 3  | 4   | .750 | 1  | 5   | .200 | 0     | 3      | 3   | 2    | 1   | 0   | 0   | 0  | 10  |